# Chusum
Chusum, även känd som Qusum, är ett härad (dzong) som lyder under Lhoka i Tibet-regionen i sydvästra Kina.